# Prioniturus luconensis
Il codaracchetta verde (Prioniturus luconensis) è un uccello della famiglia degli Psittaculidi, endemico delle Filippine.